# Бельпер, Альфред
Альфре́д Жюль Бельпе́р (фр. Alfred Jules Belpaire; 1820—1893) — бельгийский железнодорожный инженер. Наиболее известное его изобретение — особый тип топки паровозного котла, известной во всём мире как «топка Бельпера».
Альфред Бельпер родился 25 сентября 1820 года в Остенде в Бельгии. Учился в школе «Атеней» в Антверпене, затем в 1837 году поступил в Парижскую Центральную школу гражданских инженеров. В 1840 году получил специальность инженера-механика, и в сентябре того же года поступил в Управление Железных дорог Бельгии.
Вначале руководил железнодорожными мастерскими, затем в 1850 году стал управляющим железными дорогами Бельгии.
Альфред был одним из основателей Первого Всемирного железнодорожном конгрессе в Брюсселе.
Скончался 27 января 1893 года в Схарбеке, Брюссель.